# Ha Young Lee

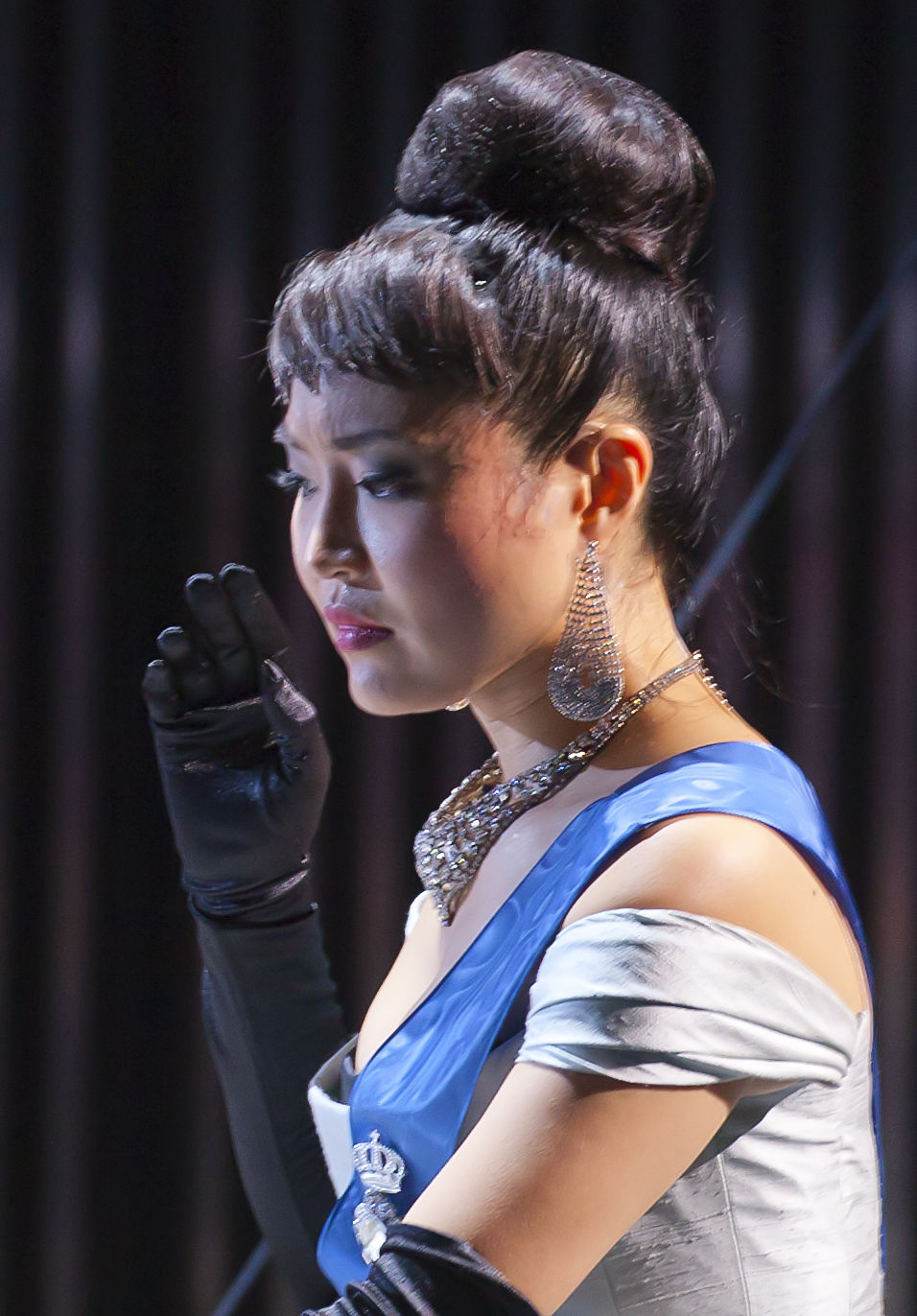
Ha Young Lee als Cordelia in Lear an der Hamburgischen Staatsoper (2012)

Ha Young Lee (* 1. Juni 1975 in Seoul) ist eine aus Südkorea stammende Sopranistin. Die Opernsängerin ist seit 2005 Ensemblemitglied der Hamburgischen Staatsoper.

## Leben
Ha Young Lee studierte Gesang an der Yonsei University und an der Koreanischen Nationalhochschule der Künste in Seoul. Nach ihrem Studienabschluss hatte sie Engagements in Tokio und in Seoul. Ab 2001 nahm Lee mit einem Stipendium am einjährigen Programm des National Opera Studio in London teil. Anschließend wurde sie 2002 in das Young Artist Programme des Londoner Royal Opera House aufgenommen und sang dort unter anderem die Najade in Ariadne auf Naxos und die Lucia in der Schändung der Lucretia. Dem Programm gehörte sie bis 2005 an. Beim Gesangswettbewerb BBC Cardiff Singer of the World erhielt sie 2005 den Publikumspreis. Zum Beginn der Spielzeit 2005/2006 engagierte Simone Young Ha Young Lee als Ensemblemitglied der Hamburgischen Staatsoper.
Zum Repertoire von Ha Young Lee gehören unter anderem die Rollen der Olympia in Hoffmanns Erzählungen, die Sophie in Rosenkavalier, die Adina in Liebestrank, die Hosenrolle des Oscar im Maskenball, die Woglinde im Rheingold, die Susanna in Figaros Hochzeit, die Titelrolle in Lucia di Lammermoor und die Violetta Valéry in La traviata. Neben ihrem Engagement in Hamburg ist Ha Young Lee seit 2005 unter anderem an der Volksoper Wien und an der Semperoper in Dresden aufgetreten.